# Hernandia ovigera
Hernandia ovigera är en tvåhjärtbladig växtart. Hernandia ovigera ingår i släktet Hernandia och familjen Hernandiaceae.

## Underarter
Arten delas in i följande underarter:
- H. o. ovigera
- H. o. stokesii